# Илья Масодов
Илья Масодов (род. 6 июня 1966, Ленинград) — русский писатель. Автор трёх романов, двух повестей и сборника рассказов, впервые опубликованных в 2000-х.

## Биография
По информации издателя, Илья Масодов родился в Ленинграде в 1966 году. Работал учителем математики в школах, потом переехал в Германию. Высказываются сомнения в подлинном существовании автора. Однако убедительных предположений о том, кто в действительности скрывается под маской Ильи Масодова, сделано не было. Издатель Дмитрий Волчек настаивает, что «Масодов — не мистификация и не коллективный проект». Однако о судьбе писателя после 2003 года ему ничего не известно. В интервью 2011 года Волчек сообщил, что Масодовым «написана, по меньшей мере, ещё одна повесть», но «найти её не удаётся».

## Творческий путь
Впервые произведения Ильи Масодова были опубликованы в Интернете в период с августа 1999 по июль 2000 года на сервере Вячеслава Янко, yanko.lib.ru, присланные по электронной почте неким Карлом. В октябре 1999 года появилась первая рецензия на романы, написанная Михаилом Вербицким. Впоследствии тексты были републикованы на сайте Gothic.Ru, где приобрели маргинальную и субкультурную популярность.

В 2001 году в издательстве «Митин журнал» вышла трилогия Масодова «Мрак твоих глаз», сразу обратившая на себя внимание читателей и критиков. Натуралистичная жестокость романов не понравилась Министерству печати России, и оно вынесло предупреждение издателю. Выдержка из предупреждения гласит: 
Было установлено, что в книге описываются убийства, глумления над трупами, непристойные сцены, провоцирующие низменные инстинкты. В тексте книги встречаются неприличные слова и ненормативная лексика. Главными героями являются дети, поступки которых основываются на жестокости и насилии. Имеет место вымысел, касающийся литературных героев Гражданской и Великой Отечественной войн, им приписываются акты насилия и жестокости. 
При повторном издании книги в 2003 году художественным редактором трилогии выступил известный литератор Дмитрий Кузьмин. В 2004 году роман «Черти» вышел в финал литературной премии «Национальный бестселлер».
В 2020 году появилось неофициальное «подпольное» издание с новой обложкой. В 2021 году издательство «Kolonna Publications, Митин журнал» переиздало трилогию «Мрак твоих глаз» одним томом к двадцатилетию первой публикации, несмотря на то, что ещё весной того же года переиздание практически отрицалось.

## Очерк творчества
Мир произведений Масодова — педофилически сюрреалистичен, лишён, однако, открытого порнографического характера. Серая советская действительность перемешивается с деконструированной мистикой школьного фольклора, немотивированных убийств детей и убийств детьми (так, в рассказе «Небесная соль» репетитор Лидия Михайловна перерезает горло своему ученику Пете лишь для того, чтобы помыть руки). Многие сцены прозы Масодова пронизаны весьма откровенной сексуальностью извращённого толка (часто со значительными элементами некрофилии), которая, впрочем, отчасти носит метафорический характер. Для героев Масодова мечта является иллюзией, попытка реализации которой приводит к смерти (так, Леночка из рассказа «Дорога на Запад» гибнет в поисках Деда Мороза).
В эстетике и проблематике прозы Масодова усматривали родство с несколькими заметными фигурами русской прозы недавнего времени, — в частности, в литературной среде имела хождение версия о фамилии Масодов как псевдониме, составленном из слогов трёх фамилий: Мамлеев, Сорокин, Радов (другой, менее распространённый вариант: Довлатов), или же из имён Захер-Мазоха и маркиза де Сада. Стиль некоторых произведений Масодова — особенно романа «Черти», действие которого происходит в 1920-е гг., — восходит, по-видимому, к конструктивным принципам прозы Андрея Платонова.
Высказывается версия, что авторство книг принадлежит Марусе Климовой.

## Трилогия «Мрак твоих глаз»
Наиболее известным произведением Масодова является трилогия романов «Мрак твоих глаз», называемая по заглавию первого романа, и включающая в себя «Тепло твоих рук» и «Сладость губ твоих нежных». Главными персонажами всех трёх книг являются советские девочки-школьницы (однако во второй книге трилогии временная атрибуция не дана явно), которые сталкиваются с представителями потусторонних сил, а также переживают череду жестоких событий.

#### «Мрак твоих глаз»
Соня в своих видениях видит четырёхгранную пирамиду из чёрного стекла на поле из чёрного мрамора и 12 комсомолок в черных платьях с факелами, бесчисленные ряды пионеров, отдающих вечный салют в лесу из антрацитовых деревьев. Для того чтобы разгадать видение, преодолев границу смерти, она отправляется в путь, полный убийств. Соня встречает мёртвых партизан-оборотней, от которых её спасает огромный всадник в будёновке с огненной саблей. Так она обретает комсомольский значок Зои Космодемьянской. Наконец, Соня оказывается в месте своих видений, где комсомолки называют себя «архангелами революции» и «весталками чёрной пирамиды», «хранительницы вечного огня коммунизма». От них она узнает, что Ленин спит в Чёрном Мавзолее на Чёрной площади Чёрного Кремля. Но если он не пробудится, то мир погибнет от вечного холода, ибо вечный огонь угаснет. Комсомолки отказываются помочь Соне, поскольку не могут оставить Чёрной Пирамиды. Тогда маленькая вампирша пробуждает мёртвых пионеров и идёт в Чёрную Москву. Мичуринские подсолнухи свидетельствуют о конце зимы, поэтому вышедшие навстречу черные чекисты гибнут. Внезапно обнаруживается новый талисман — сабля Чапаева. Далее Соня встречает голема в виде Каменного Ленина, который её пытается остановить, но она пробуждает настоящего Ленина поцелуем.

#### «Тепло твоих рук»
Вторая повесть трилогии «Тепло твоих рук» посвящена школьнице Марии Синицыной, которая сбегает из дома, испугавшись наказания за плохую отметку. Блуждая по городу она встречает странную девочку Юлю Зайцеву, с которой она начинает жить в заброшенном доме. Девочки знакомятся с мужчиной, к которому приезжают домой и убивают, после того как тот пытается изнасиловать одну из них. Впоследствии оказывается, что Юля давно мертва, однако она осталась в мире живых, чтобы мстить мужчинам. Их безумную охоту пытается прекратить милиционер Олег Петрович, который убивает Марию из пистолета, после того как та пытается захватить в заложницы маленькую девочку. Мёртвую Юлю также легко убить не удается, ибо она уже мертва. Олег Петрович выкрадывает тело Марии из морга, но его убивает Юля, которая воскрешает подругу. По заданию темных сил Мария возвращается домой и убивает своих родителей. Затем мёртвые подруги лихо расправляются со спецназовцами и устраивают побег на машине скорой помощи. В школьном туалете они совершают убийство одноклассницы Марии. Затем следует бойня под лозунгом «рви до крови», причём подруги привлекают на свою сторону часть школьников. К месту массового убийства подтягивается спецназ во главе Игнатом Ильичом, но живым не совладать с мёртвыми. Мария чертит мелом на чердаке пентаграмму в круге и совершает человеческое жертвоприношение.

#### «Сладость губ твоих нежных»
В заключительной части трилогии «Сладость губ твоих нежных» повествуется о пионерке Кате Котовой, которая возвращаясь из крымского пионерлагеря узнает на вокзале, что её родители враги народа. Вместо дома она попадает в интернат для таких же как она. Подвергаясь каждодневному насилию и унижению со стороны старших девочек и персонала, Катя кончает жизнь самоубийством, повесившись на колготках. Но она не умирает, а превращается в злобного демона Снегурочку, которая начинает мстить живым. Её случай оказывается не единственным. Сталин решается открыть церкви, чтобы как-то остановить волну бесовщины. Даже создается специальный отряд, который выслеживает Снегурочку и пытается убить её серебряными пулями. Однако силы демона слишком велики. Под видом пионерки Снегурочка подбирается к Сталину и дарит ему смертельный поцелуй. Начинается суматоха, люди в ужасе разбегаются, участвующие в параде самолеты падают на крыши городских домов.

### Комментарии
1. ↑  Иногда автору приписывают рассказы «Скопище» и «Учитель Пирожников», однако, однозначно их атрибуция не подтверждена.